# Biegacz gładki
Biegacz gładki (Carabus glabratus) – gatunek dużego chrząszcza z rodziny biegaczowatych i podrodziny Carabinae, występujący w centralnej i północnej Europie (również w Polsce). Osiąga zazwyczaj 23–30 mm długości. Ma czarny, metaliczny pancerz z ciemnoniebieskimi szczegółami wzdłuż krawędzi, choć czasem spotyka się osobniki dużo jaśniejsze, prawie całkowicie niebieskie. Żyje na podmokłych terenach pod liśćmi, torfem lub korą. Poluje na inne owady, pająki, ślimaki lub dżdżownice.
Na terenie Polski jest gatunkiem pospolitym, objętym częściową, a dawniej ścisłą ochroną gatunkową.